# Astronium gardneri
Astronium gardneri là một loài thực vật có hoa trong họ Đào lộn hột. Loài này được Mattick mô tả khoa học đầu tiên năm 1934.